# Hwang Sok-yong
Hwang Sok-yong (nascut el 4 de gener de 1943 a Xinjing, aleshores Manchukuo, actual República Popular de la Xina) és un dels autors més coneguts de Corea del Sud i, alhora, un dels que tracten de manera realista i crítica el passat i la realitat social de Corea del Sud. Va viure la Guerra de Corea i va servir com a soldat a la Guerra del Vietnam. El tema central dels seus textos és el conflicte entre tradició i modernitat.

## Biografia
Va escriure els seus primers contes quan encara era estudiant. Es va graduar en filosofia a la Universitat de Dongguk. La seva carrera com a escriptor va començar després del seu retorn de la guerra del Vietnam el 1969, en la qual havia lluitat al bàndol estatunidenc. Hwang Sok-yong va participar activament en el moviment democràtic i la lluita pels drets dels treballadors durant les dècades de 1970 i 1980 i va experimentar de primera mà la brutal violència militar durant la Revolta de Gwangju el 1980. Durant aquest temps va escriure diverses novel·les que tractaven particularment la qüestió del moviment obrer, però també sobre la divisió de Corea. El 1985, va formular un manifest del moviment democràtic i va publicar la seva novel·la Les ombres de les armes, que examina críticament la participació coreana a la guerra del Vietnam.
Després de participar en una trobada d'escriptors a Corea del Nord, Hwang va viure temporalment a Berlín i Nova York des del 1989 fins que va tornar a Seül el 1993, on va ser condemnat a set anys de presó per les seves visites a Corea del Nord. Després de cinc anys de presó, va ser indultat el 1998 pel president recentment elegit Kim Dae-jung i nomenat ambaixador cultural sud-coreà a Corea del Nord. Després del seu alliberament, va publicar les novel·les El jardí llunyà (2000) i El convidat (2001), que reflexionen sobre les arrels històriques de la guerra i la crisi coreana, que va descriure com un estat de sensellarisme.
La seva obra Al capvespre ha sigut traduïda al català per Mihwa Jo Jeong i publicada per l'editorial Gata maula el 2025.